# Jan Strzałkowski (dziennikarz)

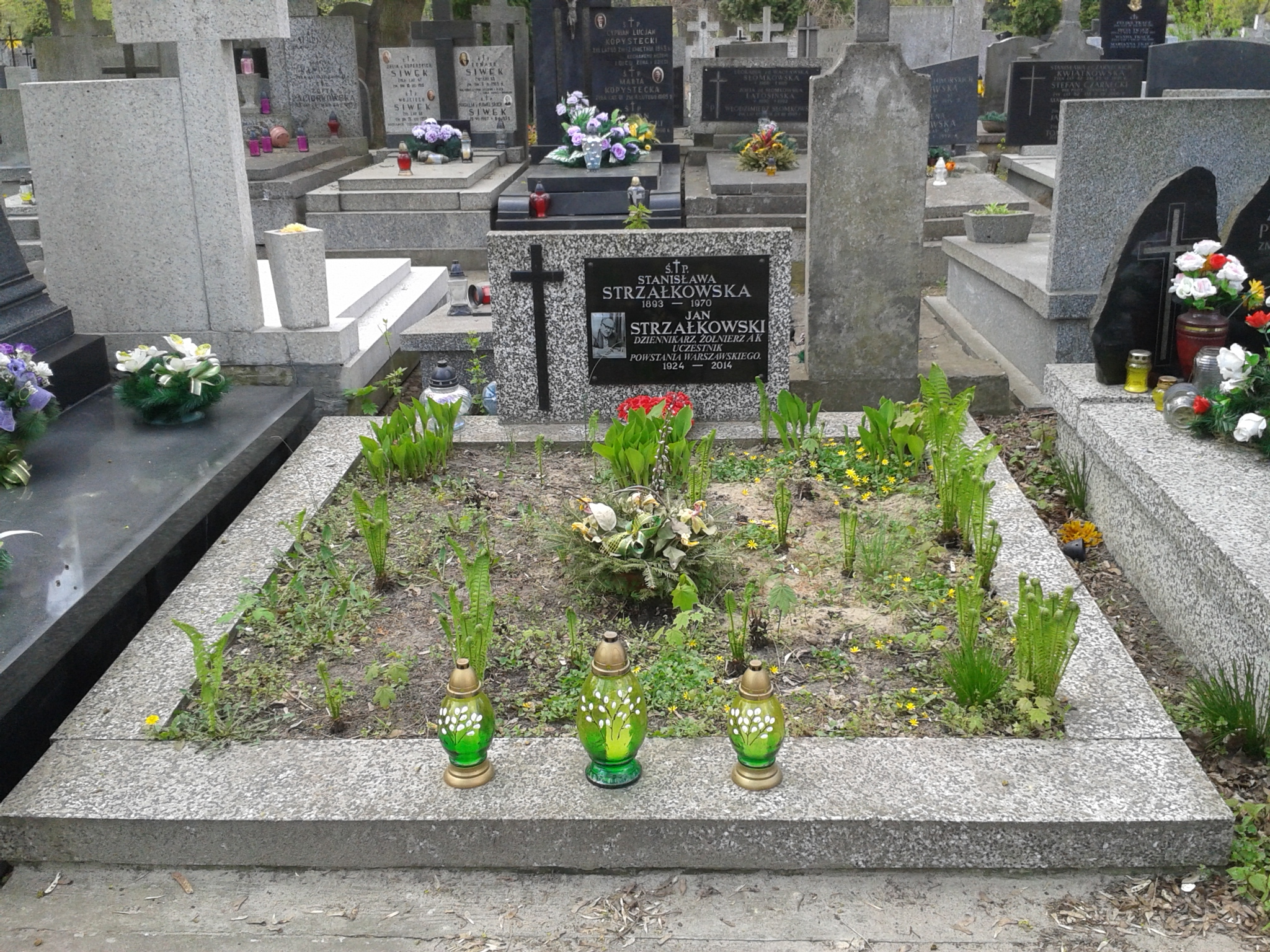
Grobowiec Jana Strzałkowskiego na cmentarzu Bródnowskim w Warszawie

Jan Strzałkowski (ur. 11 lipca 1924 w Warszawie, zm. 17 grudnia 2014 tamże) – polski dziennikarz sportowy, powstaniec warszawski.

## Życiorys
Po wybuchu II wojny światowej uczył się w tajnym liceum handlowym, które ukończył w 1942. Od marca 1942 należał do Armii Krajowej i uczył się w konspiracyjnej podchorążówce, aby się utrzymać pracował w sklepie spożywczym. Walczył w powstaniu warszawskim w III batalionie pancernym „Golski” używając pseudonimów Rabin i Skaryszewski, przebywał w Śródmieściu. Po kapitulacji dostał się do niewoli, został wywieziony do Oflagu XB w Sandbostel koło Bremy. Po zakończeniu wojny przedostał się do Warszawy, gdzie rozpoczął naukę w Wyższej Szkole Dziennikarskiej, którą pod koniec jego nauki przekształcono w wydział Akademii Nauk Politycznych, natomiast dyplom ukończenia otrzymał w Szkole Głównej Służby Zagranicznej. Od 1948 przez trzy lata pracował w Życiu Warszawy, a następnie od 1951 współorganizował powstanie działu korespondentów Przeglądu Sportowego. W 1954 powierzono mu funkcję kierownika działu sportowego w Trybunie Mazowieckiej, zajmował to stanowisko do 1975. Kolejnych sześć lat kierował działem sportowym w Nowej Trybunie, a od 1982 do 1995 był związany z redakcją Sztandaru Młodych.
Jan Strzałkowski był zasłużonym dziennikarzem sportowym, rzecznikiem kolegium sądowego w Stowarzyszeniu Dziennikarzy Polskich w Zarządzie Głównym i sędzią w oddziale warszawskim tego Stowarzyszenia. Zasiadał w Mazowieckim Związku Kolarskim, Polskiej Federacji Sportu oraz organizacjach dziennikarzy sportowych. Należał do inicjatorów turniejów tenisa stołowego dla dzieci i młodzieży, budowy lodowisk z okazji Tysiąclecia Państwa Polskiego oraz międzyokręgowych zawodów lekkoatletycznych dla młodzików.

## Odznaczenia
- Krzyż Kawalerski Orderu Odrodzenia Polski
- Krzyż Oficerski Orderu Odrodzenia Polski
- Krzyż Komandorski Orderu Odrodzenia Polski (1996)[1]
- Krzyż Armii Krajowej
- Krzyż Partyzancki
- Warszawski Krzyż Powstańczy
- Medal za Warszawę 1939–1945

Był także laureatem nagrody zespołowej „Złotego Pióra”.